# Plassoderinus lagenoderoides
Plassoderinus lagenoderoides es una especie de coleóptero de la familia Attelabidae.

## Distribución geográfica
Habita en Angola y República Democrática del Congo.